# Фредеріксбург (Індіана)
Фредеріксбург (англ. Fredericksburg) — переписна місцевість (CDP) в США, в окрузі Вашингтон штату Індіана. Населення — 129 осіб (2020).

## Географія
Фредеріксбург розташований за координатами 38°25′35″ пн. ш. 86°11′19″ зх. д. / 38.42639° пн. ш. 86.18861° зх. д. (38.426481, -86.188643).  За даними Бюро перепису населення США в 2010 році переписна місцевість мала площу 2,62 км², з яких 2,57 км² — суходіл та 0,05 км² — водойми. В 2017 році площа становила 2,83 км², з яких 2,78 км² — суходіл та 0,05 км² — водойми.

## Демографія
Згідно з переписом 2010 року, у місті мешкало 85 осіб у 35 домогосподарствах у складі 22 родин. Густота населення становила 32 особи/км².  Було 41 помешкання (16/км²).
Расовий склад населення:
| - 92,9 % — білих - 2,4 % — корінних американців |

До двох чи більше рас належало 4,7 %. Частка іспаномовних становила 5,9 % від усіх жителів.
За віковим діапазоном населення розподілялося таким чином: 29,4 % — особи молодші 18 років, 54,1 % — особи у віці 18—64 років, 16,5 % — особи у віці 65 років та старші. Медіана віку мешканця становила 33,3 року. На 100 осіб жіночої статі у місті припадало 123,7 чоловіків;  на 100 жінок у віці від 18 років та старших — 130,8 чоловіків також старших 18 років.
Середній дохід на одне домашнє господарство  становив 20 505 доларів США (медіана — 17 500), а середній дохід на одну сім'ю — 20 875 доларів (медіана — 18 750). За межею бідності перебувало 76,4 % осіб, у тому числі 63,6 % дітей у віці до 18 років та 21,4 % осіб у віці 65 років та старших.
Цивільне працевлаштоване населення становило 49 осіб. Основні галузі зайнятості: мистецтво, розваги та відпочинок — 42,9 %, будівництво — 28,6 %, освіта, охорона здоров'я та соціальна допомога — 22,4 %.